# Castela polyandra
Castela polyandra är en bittervedsväxtart som beskrevs av Moran & Felger. Castela polyandra ingår i släktet Castela och familjen bittervedsväxter. Inga underarter finns listade i Catalogue of Life.